# Adaptace (film)
Adaptace (v anglickém originále Adaptation) je americký dramatický film z roku 2002. Režisérem filmu je Spike Jonze. Hlavní role ve filmu ztvárnili Nicolas Cage, Meryl Streep, Chris Cooper, Cara Seymour a Brian Cox.

## Ocenění
- Oscar, Chris Cooper, nejlepší herec ve vedlejší roli
- Zlatý glóbus, Chris Cooper, nejlepší herec ve vedlejší roli
- Zlatý glóbus, Meryl Streep, nejlepší herečka ve vedlejší roli
- BAFTA, Charlie Kaufman & Donald Kaufman, nejlepší adaptovaný scénář

Film byl dále nominován na tři Oscary, dva Zlaté glóby a tři ceny BAFTA.

## Obsazení
| Nicolas Cage       | Charlie Kaufman/Donald Kaufman |
| Meryl Streep       | Susan Orlean                   |
| Chris Cooper       | John Laroche                   |
| Cara Seymour       | Amelia Kavan                   |
| Brian Cox          | Robert McKee                   |
| Tilda Swinton      | Valerie Thomas                 |
| Ron Livingston     | Marty Bowen                    |
| Maggie Gyllenhaal  | Caroline Cunningham            |
| Stephen Tobolowsky | Steve Neely                    |
| John Cusack        | sám sebe                       |
| Catherine Keener   | sama sebe                      |
| John Malkovich     | sám sebe                       |
| Spike Jonze        | sám sebe                       |
| Curtis Hanson      | Susanin manžel                 |